# Cheilanthoideae
Cheilanthoideae is een onderfamilie binnen de lintvarenfamilie (Pteridaceae).
Het is een wereldwijd verspreidde groep van temporeel xerofyte (aan droogte aangepaste) varens, met slechts enkele vertegenwoordigers in het zuiden van Europa

## Naamgeving en etymologie
De botanische naam Cheilanthoideae is ontleend aan het geslacht Cheilanthes.

## Taxonomie
De onderfamilie zoals beschreven door Smith et al. (2006) omvat 14 geslachten met ongeveer 300 soorten. Ondertussen worden regelmatig nieuwe geslachten beschreven, meestal afgescheiden van Cheilanthes:
- Geslachten:
  - Adiantopsis  - Argyrochosma  - Aspidotis  - Astrolepis  - Bommeria  - Cheilanthes  - Doryopteris  - Gaga  - Hemionitis  - Negripteris  - Notholaena  - Paraceterach  - Pellaea  - Sinopteris  - Trachypteris